# مقالع طوما
تقع مقالع طوما جنوب غرب الدار البيضاء على بعد حوالي 8 كلم. ترجع أهمية هذه المقالع إلى مجموعة من الاكتشافات التي تمت بها، حيث تم العثور على بقايا ما يسمى "بالإنسان القائم"(فك سفلي، عظام الجمجمة وفك علوي) وكذلك على أدوات حجرية ترجع إلى الفترة الأشولية وبقايا عظام الحيوانات.
ترجع هذه البقايا إلى حوالي 400.000 قبل الآن وقد أثبتت أعمال التنقيب بموقع طوما1 في عام 1986 إلى أن مجموعة من الأدوات تعود إلى العهد الآشولي القديم وترجع إلى حوالي 700.000 سنة. هذه الأدوات هي إحدى العلامات الذي تدل على أن استيطان الإنسان بالمغرب يرجع إلى حوالي بداية العهد البليوستوسين الأوسط.

## مصدر
- وزارة الثقافة المغربية